# 原国立中央政治大学门楼
32°02′03.45″N 118°46′19.21″E / 32.0342917°N 118.7720028°E
原国立中央政治大学门楼為南京近代重要史跡及代表性建築，位于中国江苏省南京市秦淮区建邺路168号（原南京红纸廊），建于1927年，为1927年5月所创立的中央党务学校校本部校門，該校也是中華民國政府遷台後在臺復校的国立政治大学前身之一。
該校舍建築群由华盖建筑师事务所興建，除該门楼外均已损毁。門樓建筑采用钢筋混凝土结构和罗马式建築风格，仿造法國巴黎凱旋門興造。设有三个并列的拱券式门洞，中部门洞较两侧略高，两面墙上均装饰有四根多立克式壁柱。建築形式精美細緻，顯示中央政治学校作為國民政府及中國國民黨人才培育機構的特殊地位。

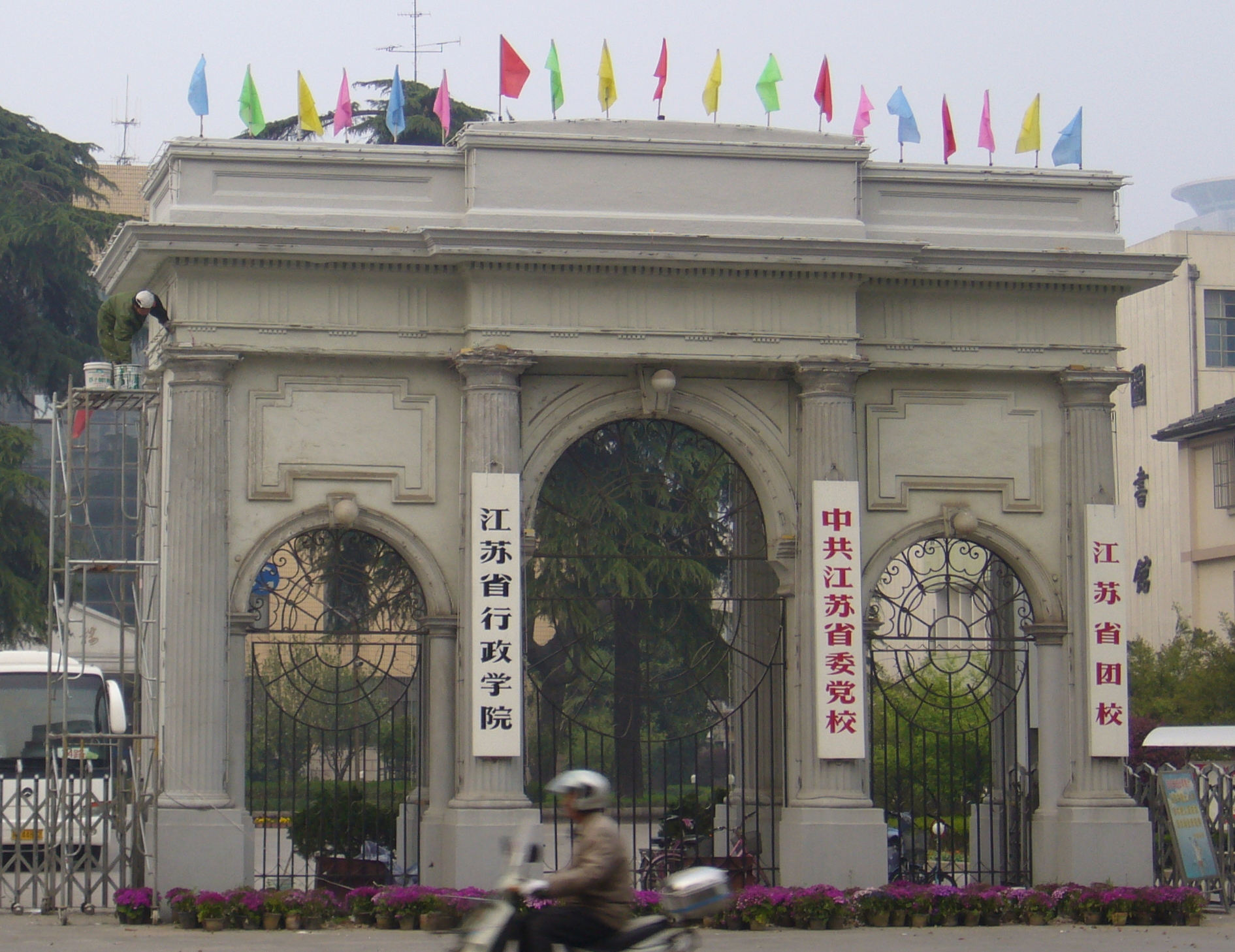
在1953年-2011年期間作為中共江蘇黨校校門使用

該院區1949年後，曾先後作为中共江苏省委党校（江苏省行政学院）使用，直至2011年黨校遷至原南京工程學院（南京市鼓樓區水佐崗49號）為新校區，該址現為江蘇省哲學社會科學界聯合會、江蘇省婦女聯合會、江蘇省地方誌編纂委員會以及中共江蘇省委機關刊物《群众》杂志的辦公地點。